# Вильпент (Сен-Сен-Дени)
Вильпе́нт (фр. Villepinte) — коммуна во Франции, находится в регионе Иль-де-Франс, департамент Сен-Сен-Дени. В связи с удобным транспортным сообщением с 1960-х годов получили развитие промышленность и торговля, появились новые жилые комплексы. За этот период времени население города увеличилось в пять раз. Около 23 % населения составляют иммигранты.